# Unidos en la pelea (película de 1929)
Unidos en la pelea (título original: 和製喧嘩友達  Wasei Kenka Tomodachi) es la segunda película conservada -hay varias  anteriores que se consideran perdidas- de Yasujiro Ozu.

## Argumento

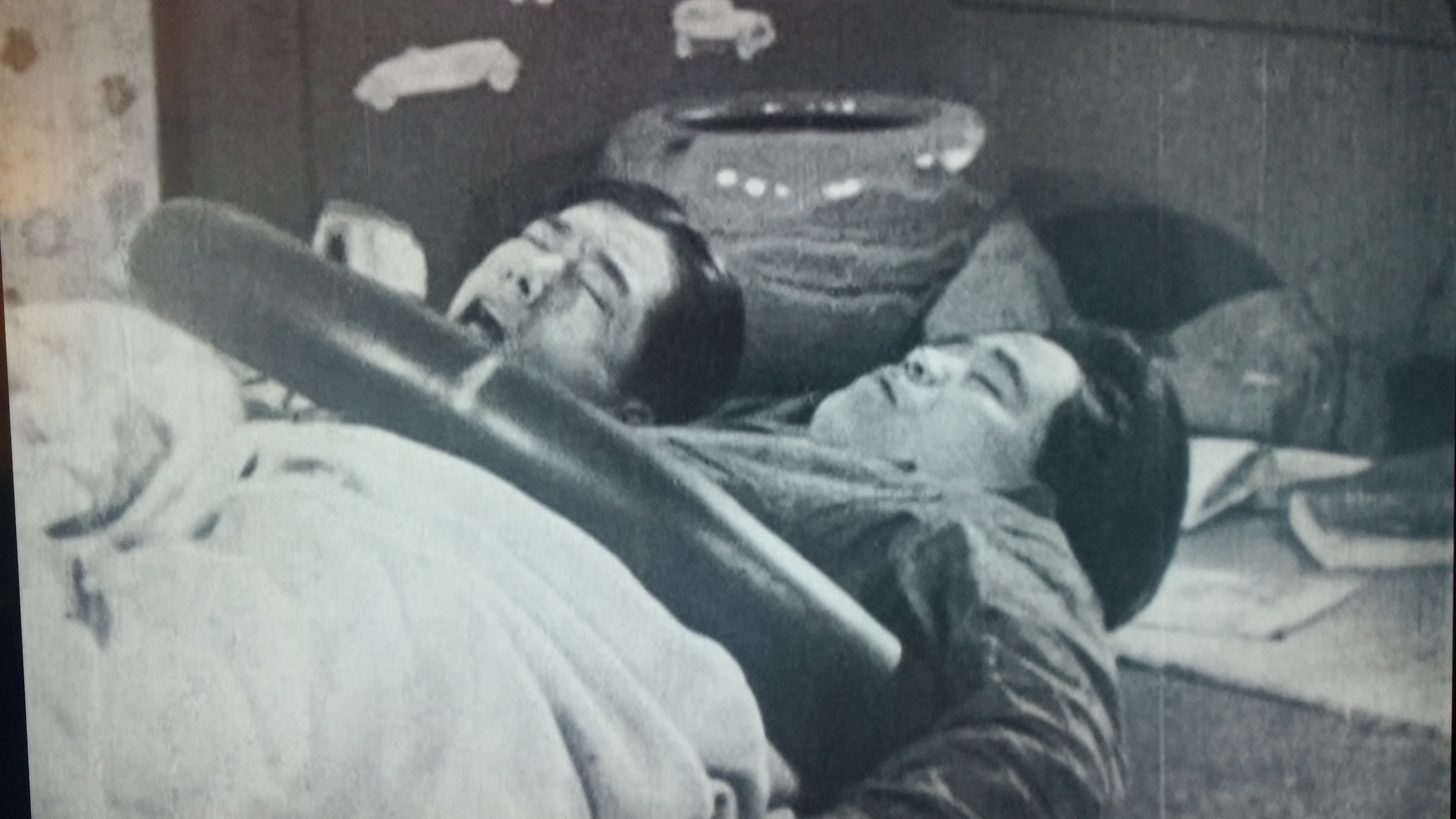
Fotograma de Unidos en la pelea. Los amigos comparten almohada.

Ryukichi y Yoshizo son dos amigos que viven en un humilde barrio en construcción a las afueras de Tokio. Tras encontrar la oportunidad de trabajar juntos compartiendo un camión, un día atropellan a Omitsu, una joven a la que afortunadamente no sale herida en el incidente y que les confiesa, al invitarle ellos a llevarla a su casa, que es pobre y no tiene hogar. Se la llevan a casa de los dos y a la mañana siguiente, cuando Omitsu se acicala, comprueban lo hermosa que es. Desde entonces surge una tensión a causa de ella entre los dos amigos que se manifiesta en forma de peleas y bromas pesadas. En una fiesta del barrio Omitsu se enamora de un joven estudiante con el que se casa. Ryukichi y YOshizo entonces comprenden que no pueden enfrentarse al amor y, alegres por su felicidad, acompañan con su camión al tren que les lleva de viaje de novios en la salida de la ciudad.

## Comentario
Se trata de un shomin-geki, apelativo dado a las historias realistas de gente corriente, con tintes de comedia nansensu, , demonimación japonesa de la comedia física tan de moda en los años 20. La copia conservada actualmente tiene una duración de 14 minutos de los 77 originales, y disponemos de ella desde 1999. Unidos en la pelea presenta el habitual conflicto que aparece entre la pareja de amigos bien avenida que se encuentra con una mujer que atrae a ambos. Es una película en la que tan solo se pueden rastrear los caracteres propios de las películas posteriores y maduras de un Ozu que tan solo contaba con 26 años cuando la dirigió. 
Pueden verse en ella, por ejemplo, algunos detalles que recuerdan a muchos lugares comunes de su obra posterior: por ejemplo los pájaros enjaulados a modo de metáfora visual  que sirven de transición en el mismo tono que luego lo harán sus famosos planos-almohada o pillow shots.